# Miki Kanie
Miki Kanie (jap. 蟹江美貴 Kanie Miki; ur. 4 grudnia 1988) – japońska łuczniczka, brązowa medalistka olimpijska w drużynie z Kaori Kanawaką i Ren Hayakawą. Startuje w konkurencji łuków klasycznych.
W 2009 została wicemistrzynią świata w drużynie. 3 lata później, w 2012 również zdobyła srebro, tym razem na mistrzostwach w hali.